# Попова Надія Марківна
Надія Марківна Попова (до шлюбу — Олійник; 29 жовтня 1923, Дубіївка, Черкаський район, Черкаська область — 22 жовтня 1998, Черкаси) — українська акторка. Народна артистка України. Перша черкащанка, що отримала це звання. Понад 50 років життя працювала в Черкаському академічному обласному українському музично-драматичному театрі ім. Т. Г. Шевченка. Почесна громадянка Черкас.

## Життєпис
Народилася в родині шахтаря. Батько працював у Кіровоградській області. Згодом його перевели на Донбас. Там йому виділили кімнату у двокімнатній квартирі, де він жив з дружиною і донькою. В іншій кімнаті в той час мешкала з мамою майбутня народна артистка Нонна Копержинська, на 3 роки старша за Надію. У 1938 Нонна вступила до Київського театрального інституту. У 1940 туди вступила і Надія Олійник, але її навчання перервала війна. Під час війни жила з батьками в Дубіївці. У 1944 році працювала завідувачкою бібліотеки Черкаського педагогічного інституту. Того ж року продовжила навчання в театральному інституті, який з відзнакою закінчила у 1947 році. Після закінчення інституту почала грати в Черкаському українському музично-драматичному театрі імені Т. Г. Шевченка, в якому пропрацювала понад 50 років.
Понад 15 років була головою Черкаського обласного відділення Спілки театральних діячів України. Викладала сценічне мистецтво і сценічне слово в Черкаському педагогічному інституті. Двічі (1957, 1959) обиралася депутатом Черкаської міської ради.

## Пам'ять
До 90 річниці з дня народження міська влада Черкас встановила меморіальну дошку на честь землячки на будинку, де колись вона жила (скульптор — Іван Лавріненко). Ії іменем також названий провулок у Черкасах, який до 22 грудня 2022 року мав назву вулиці Пугачова.

## Ролі в театрі
За своє життя зіграла 176 театральних ролей.

## Родина
- Попов Микола Васильович (1907—1985) — один із засновників Черкаського обласного музично-драматичного театру ім. Т. Г. Шевченка, директор, художній керівник, головний режисер і актор театру. Заслужений артист УРСР.
- Подружжя мало двох синів.